# Costică Dafinoiu
Costică Dafinoiu,  né le 6 février 1954 à Viziru (Roumanie) et mort le 8 juin 2022, est un boxeur roumain.

## Carrière
Costică Dafinoiu participe aux Jeux olympiques d'été de 1976 et remporte la médaille de bronze dans la catégorie des poids mi-lourds.

### Parcours auxJeux olympiques
Jeux olympiques d'été de 1976 à Montréal (poids mi-lourds) :
- Bat Robert Nixon (Guyana) par forfait
- Bat Robert Burgess (Bermudes) 5-0
- Perd contre Sixto Soria (Cuba) par arrêt de l'arbitre au 1er round